# Suphanburi (tỉnh)
Suphanburi (tiếng Thái: สุพรรณบุรี, phiên âm: Xu-ban-bu-ri) là một tỉnh miền Trung của Thái Lan. Tỉnh này giáp các tỉnh sau (từ phía Bắc theo chiều kim đồng hồ): Uthai Thani, Chai Nat, Sing Buri, Ang Thong, Phra Nakhon Si Ayutthaya, Nakhon Pathom và Kanchanaburi.
Sử Việt thế kỷ 19 gọi địa danh này là Sổ Phần.

## Các đơn vị hành chính
Tỉnh này có 10 huyện (amphoe). Các huyện được chia ra 110 xã (tambon) và 977 ấp (muban).
| 1. Mueang Suphan Buri 2. Doem Bang Nang Buat 3. Dan Chang 4. Bang Pla Ma 5. Si Prachan | 1. Don Chedi 2. Song Phi Nong 3. Sam Chuk 4. U Thong 5. Nong Ya Sai |